# جيريت شولت
جيريت شولت (بالهولندية: Gerrit Schulte)‏ مواليد 07 يناير 1916 في أمستردام، هولندا - الوفاة 26 فبراير 1992 في سيرتوخيمبوس، هولندا، كان دراج هولندي في صنف سباق الدراجات على الطريق وعلى المضمار. سبق أن شارك في دورة الألعاب الأولمبية الصيفية.

## سجل النتائج

### سباقات أو مراحل فاز بها
- طواف فرنسا
- بطولة العالم لسباق الدراجات على الطريق

## الميداليات
| الميدالية | المسابقة                                    |
| --------- | ------------------------------------------- |
| برونزية   | بطولة العالم لسباق الدراجات على الطريق 1956 |
| ذهبية     | بطولة العالم للدراجات على المضمار 1948      |

## وصلات خارجية
- الموقع الرسمي

## روابط خارجية
- جيريت شولت على موقع أرشيف الدراجات (الإنجليزية)
- جيريت شولت على موقع إحصائيات الدراجات الإحترافية (الإنجليزية)
- جيريت شولت على موقع CycleBase (الإنجليزية)
- جيريت شولت على موقع أوليمبيديا (الإنجليزية)